# Barranc del Sahuquillo
El Paratge del Barranc del Sahuquillo és una Microrreserva del municipi de El Toro (Alt Palància). Declarat per Acord de la Generalitat Valenciana el 6 d'octubre del 1998. Les espècies prioritàries són Taxus baccata, Acer granatense, Ribes alpinum i Saxifraga cuneata subsp. paniculata.